# ミス・ユニバース1975
ミス・ユニバース1975（Miss Universe 1975、第24回ミス・ユニバース世界大会）は1975年7月19日にエルサルバドルの首都サンサルバドルの国立体育館で開催された。フィンランドのアンネ＝マリー・ポータモが優勝し、1952年に初代ミス・ユニバースとなったアルミ・クーセラに次いでフィンランド女性で2人目のミス・ユニバース優勝者となった。1974年に優勝したスペインのアンパロ・ムニョスは前年に辞めており、後継者ポータモは1972年に優勝したオーストラリアのケリー・アン・ウェルズから栄冠を授けられた。日本の中山幸子はトップ12に入賞した。
しかし、1975年のミス・ユニバース世界大会の政治的な背景は不幸なものであった。8月5日のニューヨーク・タイムズによると、「7月19日の『ミス・ユニバース』決勝の前、世界中のテレビ視聴者がエルサルバドルの晴れた海岸を見ていたとき、画面の外では政府が大会に100万ドルを使ったことに抗議する学生のデモを鎮圧するために重武装した軍隊が出動していた。」抗議はサンタ・アナとサンサルバドルで行われた。再びNYタイムズより「軍事政権は、このデモは『共産主義者の陰謀』の一部であり、死者は1人、負傷者は5人、逮捕者は11人だと言っているが、学生たちによると少なくとも死者は12人、負傷者は20人、逮捕者は40人にのぼるという。」

## 最終結果

### 入賞者
| 最終結果             | 参加者 |
| -------------------- | --- |
| ミス・ユニバース1975 | - フィンランド - アンネ＝マリー・ポータモ（Anne-Marie Pohtamo） |
| 第2位                | - ハイチ - ガーシー・デイヴィッド（Gerthie David） |
| 第3位                | - アメリカ - サマー・バーソロミュー |
| 第4位                | - スウェーデン - カタリナ・シェーダール（Catharina Sjödahl） |
| 第5位                | - フィリピン - ローズ・マリー・ブロソス(Rose Marie Brosas） |
| トップ12             | - ブラジル - イングリッド・ブダグ - コロンビア - マーサ・エチェベリ - エルサルバドル - カルメン・フィゲロア - イングランド - ヴィッキ・ハリス - アイルランド - ジュリー・ファーンハム - イスラエル - オリト・クーパー - 日本 - 中山幸子 |

### 特別賞
- トリニダード・トバゴ - ミス・アミティー（クリスティーン・メアリー・ジャクソン）
- コロンビア - ミス・フォトジェニック（マーサ・エチェベリ）
- アメリカ - ミス・フォトジェニック（サマー・バーソロミュー）
- グアテマラ - ベスト・ナショナル・コスチューム（エミー・エリビア・アバスカル）